# Duquesas de bacalao

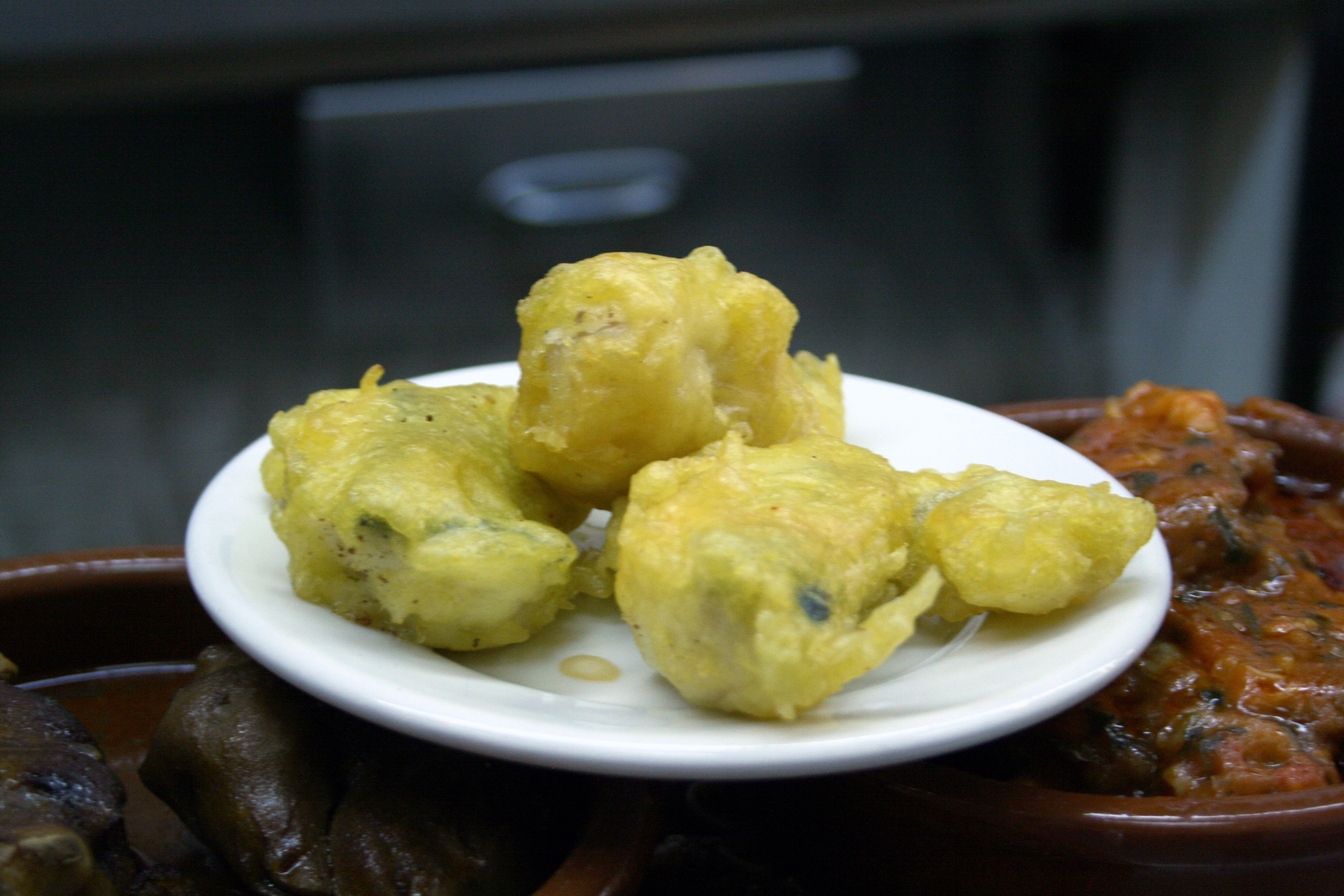
Unas duquesitas.

Duquesas de bacalao es la denominación de una receta de bacalao rebozado, algo similar a la preparación que se sirve tradicionalmente en la Casa Labra y otras tabernas de Madrid, pero con mucha menos cantidad de rebozado. También es similar a la preparación denominada soldaditos de Pavía, pero con las porciones de mayor tamaño, y sin el acompañamiento de pimientos rojos.
Se ha especulado con la posibilidad de que la denominación se identifique con la duquesa de Alba, dada la vinculación de uno de sus antepasados con el negocio del bacalao en el siglo XIX.